# أليكس سابو
أليكس سابو (بالمجرية: Szabó Alex)‏ هو رياضي ولاعب كرة قدم مجري، ولد في 15 مايو 2002 في ديونديوش ‏ في المجر.

## وصلات خارجية
- أليكس سابو على موقع اتحاد المجر (الهنغارية)
- أليكس سابو على موقع قاعدة بيانات كرة القدم.إي يو (الإنجليزية)
- أليكس سابو على موقع Soccerway.com (الإنجليزية)